# Barbichas-de-faces-brancas
.

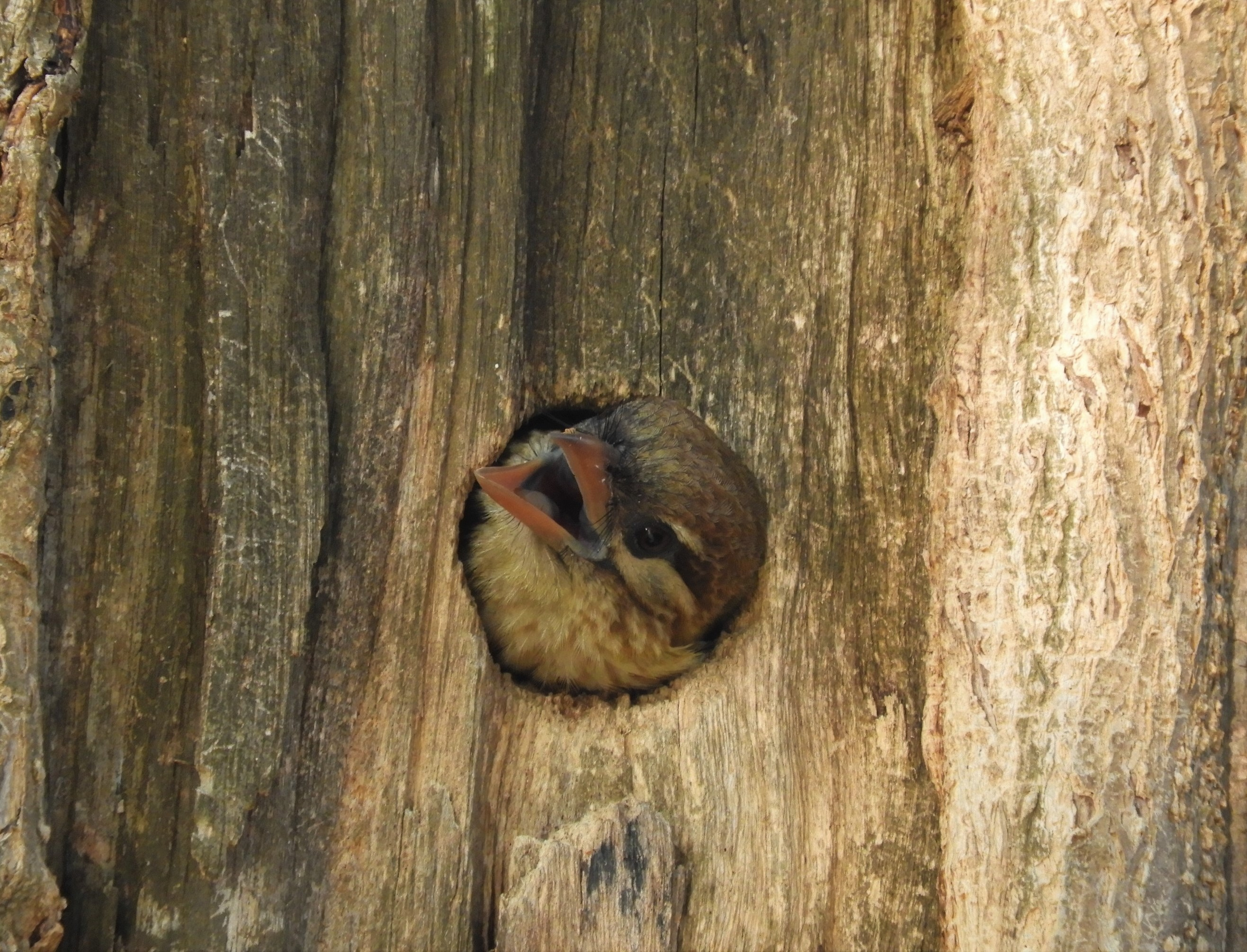
Um adulto espreitando da entrada do ninho

O barbichas-de-faces-brancas (Psilopogon viridis) é uma espécie de barbichas asiático encontrado no sul da Índia.

## Taxonomia
Bucco viridis foi o nome científico proposto por Pieter Boddaert em 1783 para um barbichas-de-faces-brancas que havia sido descrito por Georges-Louis Leclerc, conde de Buffon em 1780 com base em um espécime coletado na Índia. Foi ilustrado por François-Nicolas Martinet em uma placa colorida à mão. Foi colocado no gênero Megalaima proposto por George Robert Gray em 1842 que sugeriu usar este nome em vez de Bucco. Sua localidade tipo é Mahé, Puducherry no sudoeste da Índia. É uma espécie monotípica .
Em 2004, pesquisas filogenéticas moleculares revelaram que as espécies Megalaima formam um clado, que também inclui o barbichas-bico-de-fogo, a única espécie colocada no gênero Psilopogon na época. Barbichas asiáticos foram, portanto, reclassificados sob o gênero Psilopogon .
Os resultados de um estudo filogenético de barbichas asiáticos publicados em 2013 indicam que o barbichas-de-faces-brancas está mais intimamente relacionado ao barbichas-de-fronte-amarela ( P. flavifrons ), que é endêmico do Sri Lanka.
A relação do barbichas-de-faces-brancas com alguns parentes próximos em seu táxon é ilustrada abaixo.

|  | Barbichas-de-cabeça-castanha Psilopogon zeylanicus                                                                                  |
|  | |
|  | \| \| Barbichas-de-faces-brancas Psilopogon viridis \| \| \| \| \| \| Barbichas-de-fronte-amarelo Psilopogon flavifrons \| \| \| \| |
|  | |
|  | Barbichas-de-faces-brancas Psilopogon viridis                                                                                       |
|  | |
|  | Barbichas-de-fronte-amarelo Psilopogon flavifrons                                                                                   |
|  | |

|  | Barbichas-de-faces-brancas Psilopogon viridis     |
|  |                                                   |
|  | Barbichas-de-fronte-amarelo Psilopogon flavifrons |
|  |                                                   |

|  | Barbichas-de-cabeça-castanha Psilopogon zeylanicus                                                                                  |
|  | |
|  | \| \| Barbichas-de-faces-brancas Psilopogon viridis \| \| \| \| \| \| Barbichas-de-fronte-amarelo Psilopogon flavifrons \| \| \| \| |
|  | |
|  | Barbichas-de-faces-brancas Psilopogon viridis                                                                                       |
|  | |
|  | Barbichas-de-fronte-amarelo Psilopogon flavifrons                                                                                   |
|  | |

|  | Barbichas-de-faces-brancas Psilopogon viridis     |
|  |                                                   |
|  | Barbichas-de-fronte-amarelo Psilopogon flavifrons |
|  |                                                   |

|  | Barbichas-de-cabeça-castanha Psilopogon zeylanicus                                                                                  |
|  | |
|  | \| \| Barbichas-de-faces-brancas Psilopogon viridis \| \| \| \| \| \| Barbichas-de-fronte-amarelo Psilopogon flavifrons \| \| \| \| |
|  | |
|  | Barbichas-de-faces-brancas Psilopogon viridis                                                                                       |
|  | |
|  | Barbichas-de-fronte-amarelo Psilopogon flavifrons                                                                                   |
|  | |

|  | Barbichas-de-faces-brancas Psilopogon viridis     |
|  |                                                   |
|  | Barbichas-de-fronte-amarelo Psilopogon flavifrons |
|  |                                                   |

|  | Barbichas-de-cabeça-castanha Psilopogon zeylanicus                                                                                  |
|  | |
|  | \| \| Barbichas-de-faces-brancas Psilopogon viridis \| \| \| \| \| \| Barbichas-de-fronte-amarelo Psilopogon flavifrons \| \| \| \| |
|  | |
|  | Barbichas-de-faces-brancas Psilopogon viridis                                                                                       |
|  | |
|  | Barbichas-de-fronte-amarelo Psilopogon flavifrons                                                                                   |
|  | |

|  | Barbichas-de-faces-brancas Psilopogon viridis     |
|  |                                                   |
|  | Barbichas-de-fronte-amarelo Psilopogon flavifrons |
|  |                                                   |

|  | Barbichas-de-cabeça-castanha Psilopogon zeylanicus                                                                                  |
|  | |
|  | \| \| Barbichas-de-faces-brancas Psilopogon viridis \| \| \| \| \| \| Barbichas-de-fronte-amarelo Psilopogon flavifrons \| \| \| \| |
|  | |
|  | Barbichas-de-faces-brancas Psilopogon viridis                                                                                       |
|  | |
|  | Barbichas-de-fronte-amarelo Psilopogon flavifrons                                                                                   |
|  | |

|  | Barbichas-de-faces-brancas Psilopogon viridis     |
|  |                                                   |
|  | Barbichas-de-fronte-amarelo Psilopogon flavifrons |
|  |                                                   |

|  | Barbichas-de-cabeça-castanha Psilopogon zeylanicus                                                                                  |
|  | |
|  | \| \| Barbichas-de-faces-brancas Psilopogon viridis \| \| \| \| \| \| Barbichas-de-fronte-amarelo Psilopogon flavifrons \| \| \| \| |
|  | |
|  | Barbichas-de-faces-brancas Psilopogon viridis                                                                                       |
|  | |
|  | Barbichas-de-fronte-amarelo Psilopogon flavifrons                                                                                   |
|  | |

|  | Barbichas-de-faces-brancas Psilopogon viridis     |
|  |                                                   |
|  | Barbichas-de-fronte-amarelo Psilopogon flavifrons |
|  |                                                   |

|  | Barbichas-de-cabeça-castanha Psilopogon zeylanicus                                                                                  |
|  | |
|  | \| \| Barbichas-de-faces-brancas Psilopogon viridis \| \| \| \| \| \| Barbichas-de-fronte-amarelo Psilopogon flavifrons \| \| \| \| |
|  | |
|  | Barbichas-de-faces-brancas Psilopogon viridis                                                                                       |
|  | |
|  | Barbichas-de-fronte-amarelo Psilopogon flavifrons                                                                                   |
|  | |

|  | Barbichas-de-faces-brancas Psilopogon viridis     |
|  |                                                   |
|  | Barbichas-de-fronte-amarelo Psilopogon flavifrons |
|  |                                                   |

|  | Barbichas-de-cabeça-castanha Psilopogon zeylanicus                                                                                  |
|  | |
|  | \| \| Barbichas-de-faces-brancas Psilopogon viridis \| \| \| \| \| \| Barbichas-de-fronte-amarelo Psilopogon flavifrons \| \| \| \| |
|  | |
|  | Barbichas-de-faces-brancas Psilopogon viridis                                                                                       |
|  | |
|  | Barbichas-de-fronte-amarelo Psilopogon flavifrons                                                                                   |
|  | |

|  | Barbichas-de-faces-brancas Psilopogon viridis     |
|  |                                                   |
|  | Barbichas-de-fronte-amarelo Psilopogon flavifrons |
|  |                                                   |

## Descrição
O barbichas-de-faces-brancas é 16,5–18,5 centímetros (6,5–7,3 pol) de comprimento. Tem uma cabeça acastanhada raiada de branco, às vezes dando-lhe uma aparência tampada. O bico é rosa pálido. O tamanho varia desde as maiores aves do norte até as do sul.

## Comportamento e ecologia

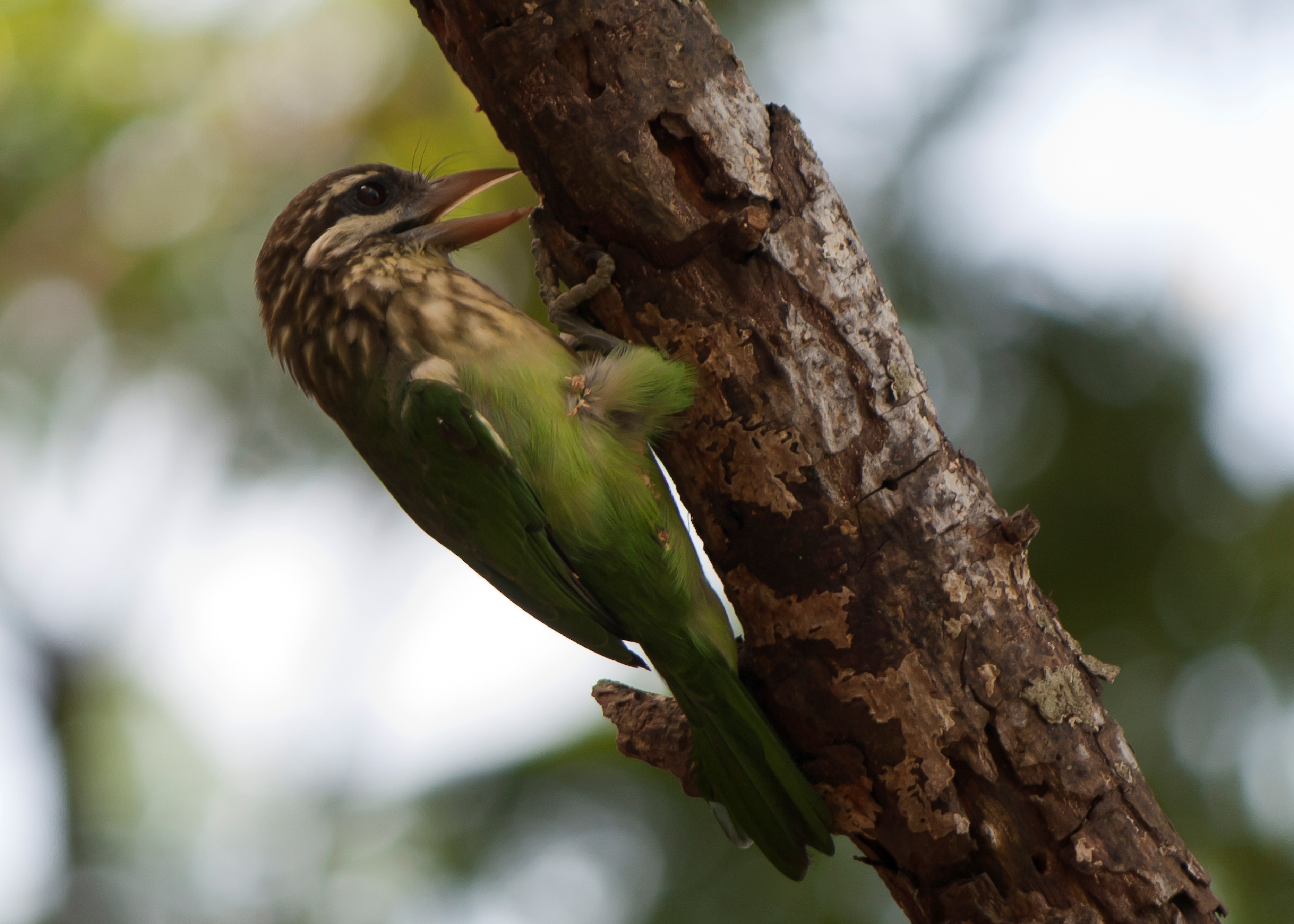
Como pica-paus, pousam no tronco para escavar seu ninho. As barbichas-de-faces-brancas ao redor do bico são proeminentes

### Reprodução
O ornitólogo indiano Salim Ali observou que alguns indivíduos chamam à noite durante a época de reprodução, mas isso foi questionado por outros observadores que notaram que eles parecem ser estritamente diurnos.